# Alfred Janschek

Alfred Janschek

Alfred Janschek (* 15. Januar 1874 in Hohenlohehütte, Oberschlesien; † 27. Dezember 1955 in Schulzendorf) war ein deutscher Politiker der SPD.

## Leben und Beruf
Nach dem Besuch der Volksschule in Birtulau im Kreis Rybnik arbeitete Alfred Janschek bis 1904 als Bergmann. 1881 ging er ins Ruhrgebiet, wo er seit 1897 als Arbeitersekretär im freigewerkschaftlichen Bergarbeiterverband tätig war. Ebenfalls seit 1897 war Janschek Mitglied der SPD. Er kandidierte 1912 vergeblich bei den Reichstagswahlen, 1919 wurde er dann aber in die Weimarer Nationalversammlung gewählt und war anschließend bis 1933 Reichstagsabgeordneter für den Wahlkreis Westfalen-Nord. Von Mitte der 1920er Jahre bis zur Zerschlagung der Gewerkschaften 1933 war er Mitglied des Bundesvorstandes des ADGB.